# Emil Angel
Pour les articles homonymes, voir Angel.
Emil Angel, né le 6 mai 1940 à Pétange, est un écrivain luxembourgeois.

## Biographie
Il termine ses études primaires à Pétange. Après ses études secondaires au LGL de Lampertsbierg et à l'école normale, il est instituteur à Linger pendant six ans, puis deux ans à Pétange.
En 1968, il entre à l'université de Metz pour étudier la géographie et l'histoire et obtient une maîtrise de géographie. Il devient ensuite professeur au lycée technique, d'abord à Pétange, puis, jusqu'à sa retraite, à Esch-sur-Alzette.
Emil Angel commence à publier à l'âge de 40 ans. Il écrit des nouvelles, des gloses, des satires et des récits de voyage, en allemand ou en luxembourgeois. Il écrit plusieurs pièces de théâtre jouées au Théâtre Escher et deux scénarios de films diffusés sur RTL. L'un d'eux remporte le premier prix du concours national de scénarios de fiction en 1988.

## Travaux

### Livres
- 1992 Un parcours de toute une vie : Un souvenir d'enfance, Zenario, Esch-sur-Alzette : Éd. Le Phare (en coédition avec RTL-Hei Elei), 1992  (ISBN 978-2-879640-20-4)
- 1995 Le Pont de mon père : récits de l'après-guerre, Luxembourg : Ed. Saint-Paul,
- 1997 Sans le Net : Histoires, Dessins : Emil Kirscht, Luxembourg : Ed. Saint-Paul,
- 2001 Viens, Joueur, Viens, Histoires - Luxembourg : Ed. Saint-Paul, cop. 2001
- 2002 En eaux claires, croquis de voyage – images d'ambiance 2002 Éd. Saint Paul
- 2004 : Le vélo, c'est ma vie. Souvenirs de Bim Diederich, écrits par Emil Angel, Éditions Service RBS/ENPP.
- Pièces de puzzle 2006. - Luxembourg : Ed. Saint-Paul, 2006.
- 2007 De la reine Victoria à Karl May, Reiseberichte, Ed. Saint-Paul, 2007,
- 2010 Sad Lot d'Honoré M., Luxembourg : Ed. Saint-Paul, 2010
- 2010 De Hippches à Haapches - Du centième au millième, Verlag S.MO, 2010,  (ISBN 978-3-940760-14-2) .
- 2011 "... ses photos, que je pensais avoir oubliées depuis longtemps !", Verlag S.MO, 2011,  (ISBN 978-3-940760-22-7) .
- 2011 Au temps des enfants à la maison, Luxembourg : Ed. Saint-Paul, 2011,  (ISBN 978-2-87963-831-7) .
- 2022 Il était une fois dans mon petit monde . éditions Phi  (ISBN 978-2-919791-97-2)

### Articles
- 1992 Ralf, Les Cahiers luxembourgeois (CL) 1992/4
- 1993 L'équipe CL 1993/2
- 1994 De Stoffel, CL 1994/2
- 1996 Il y a encore des hivers dans l'Essleek, dans le canton de Clervaux 1996/3
- 1997 Wunderbares Oesling, dans Cliärrwer Kanton 1997/1
- 1998 Une journée complète dans le Grand Nord, dans le canton de Cliärrwer 1998/1
- 1998 Le sens de la vie. CL 1998/3
- 1999 Le ciel au-dessus de Texel CL 1999/2
- 2001 Lorsqu'il était petit garçon, Erich Kästner passe son enfance et sa jeunesse à Neustadt, à Dresde. dans Die Warte (W) n35/1982 (13-12-2001)
- 2001 Les Gitans, c'est nous, dans W n13/1959 (19-04.2001)
- 2001 Old Shatterhand, c'est moi ! W n21/1967 (20-12-2001)
- 2002 Fascination Karl May, dans W n° 37/2020 (19-12-2002)
- 2002 Proéminence derrière les barreaux, le château de Joux a été une prison d'État pendant plus d'un siècle W n36/2019 (12-12-2002)
- 2003 Old Shatterhand n'a pas pu rouler, dans : W/39/2059 (18-12-2003)
- Winnetous Blood Brothers (2003). Une biographie de Karl May sur l'état actuel des recherches, dans W34/2054/(13-11-2003).
- 2003 Le monument dans : Galerie 2003/1
- 2004 Dans la fosse commune (Alain-Fournier) W n27 /2086 (26-12-2004)
- 2005 : Dernier champ de bataille d'Europe. Une guerre meurtrière fait toujours rage à Texel en mai, supplément Word du 7 mai.

### Traductions
- Passion selon saint Matthieu, 2006, traduit en luxembourgeois.